# Olympiazentrum Schilksee

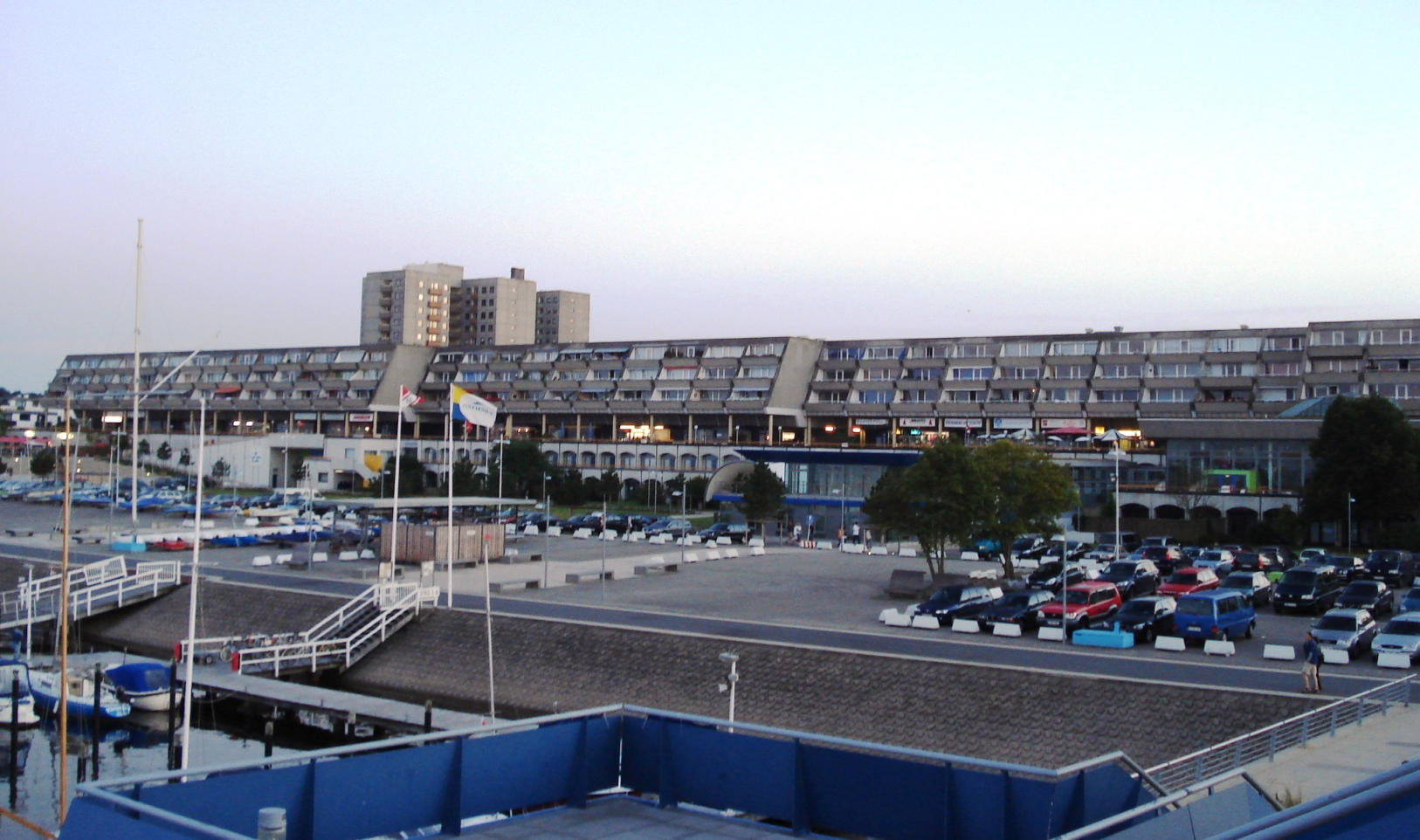
Das Olympiazentrum Schilksee (Südteil) – im Hintergrund die beiden Apartmenthäuser

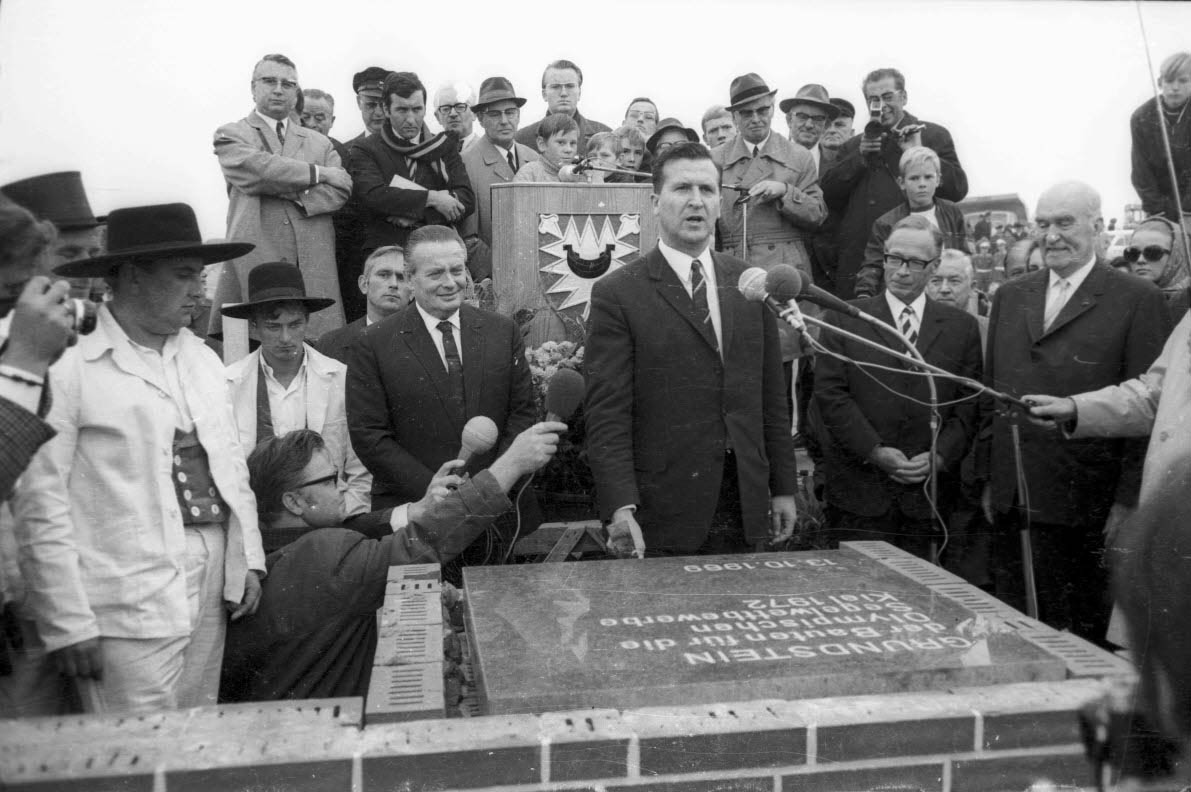
Grundsteinlegung des Olympiazentrums Schilksee am 13. Oktober 1969

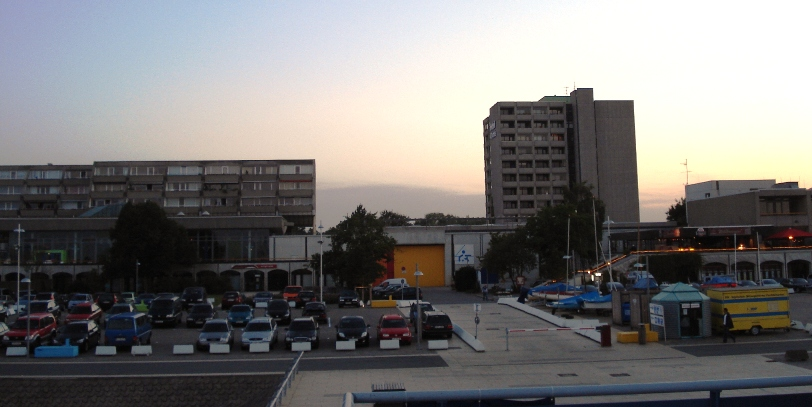
Das Olympiazentrum Schilksee (Nordteil) – im Hintergrund das Hotel Olympia

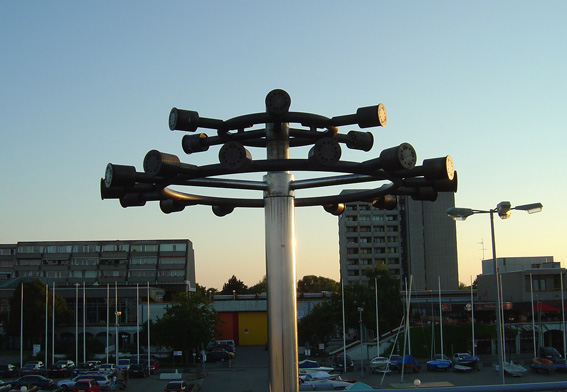
Die Fackel des olympischen Feuers auf der Aussichtsplattform der Hafenmeisterei

Das Olympiazentrum Schilksee (auch Olympiazentrum Kiel-Schilksee – gelegentlich auch (unzutreffend) als Olympiahafen Schilksee bezeichnet) ist ein Komplex aus Yachthafen, Wohngebäuden und Geschäften im Kieler Ortsteil Kiel-Schilksee in Schleswig-Holstein – am Ausgang der Kieler Förde. Der Yachthafen ist einer der größten an der deutschen Ostsee-Küste.
Das Olympiazentrum Schilksee war der Austragungsort der Segelwettkämpfe während der Olympischen Spiele 1972 und ist seit 1988 Teil des Olympiastützpunkts Hamburg/Schleswig-Holstein.
Heute ist das Olympiazentrum Schilksee Austragungsort und Hafen für die Segel-Wettkämpfe während der Kieler Woche und anderer Segel-Veranstaltungen.

## Entstehung
An der Stelle des Olympiazentrums Schilksee befand sich bereits vor dessen Errichtung ein Hafen für Yachten und Fischer.
Die Entscheidung für den Bau der Wettkampfstätten für die – am 26. April 1966 an München vergebenen Olympischen Spiele 1972 – fiel am 18. März 1967, der Baubeginn war der 13. Oktober 1969.
Errichtet wurden parallel zu dem bereits vorhandenen Hafen ein langgestreckter (etwa 300 m langer), versetzt gebauter, sich auf beiden Seiten nach oben hin verjüngender Beton-Querriegel mit 400 Wohnungen, einer Zuschauer-Terrasse, Geschäften, Bootshallen, einer Schwimmhalle etc. Dahinter wurden – umgeben von Parkplätzen und Grünanlagen – im Südwesten zwei Hochhäuser mit (168) Wohnungen, im Nordwesten ein Hotel mit 500 Betten und eine Siedlung aus 32 Bungalows gebaut.
Die Eröffnung der olympischen Wettkämpfe in Schilksee erfolgte am 28. August 1972.

## Segelwettbewerbe
Details siehe auch Hauptartikel: Olympische Sommerspiele 1972#Segeln
In der Zeit vom 29. August bis 8. September 1972 fanden auf den Wettkampfbahnen vor dem Olympiazentrum Schilksee in den sechs Bootsklassen Finn (Bootsklasse), Flying Dutchman, Starboot, Tempest, Drachen und Soling Wettfahrten statt.
Schilksee ist Olympiastützpunkt.

## Galerie

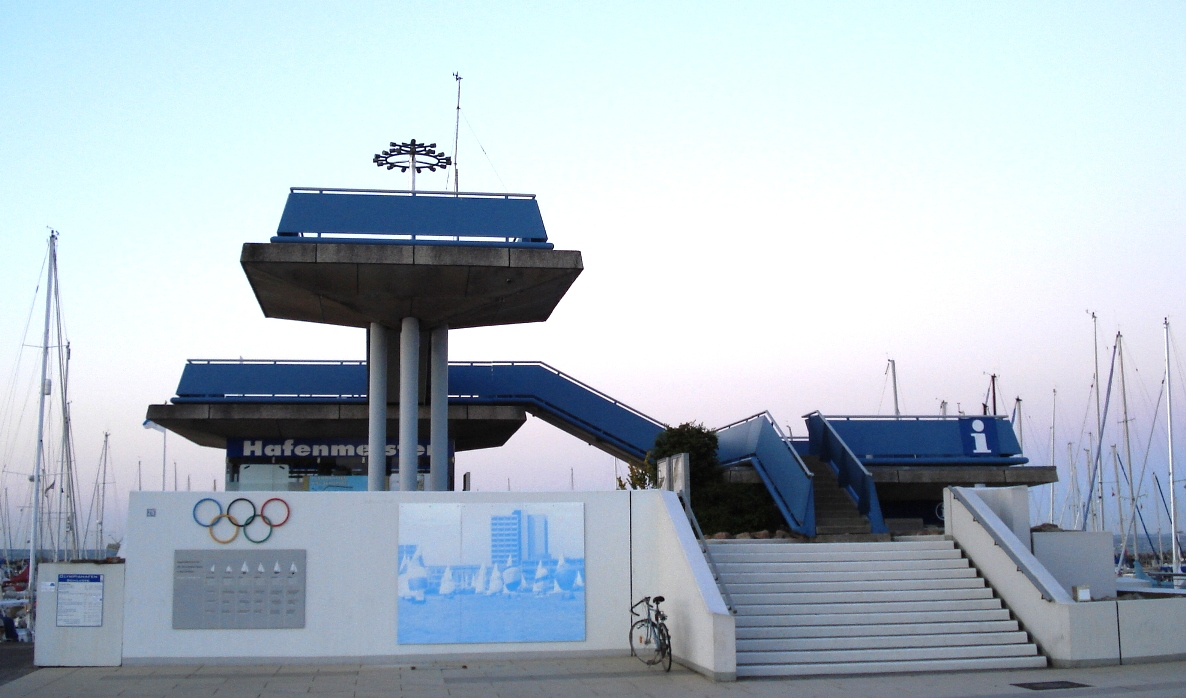
Die Hafenmeisterei mit Aussichtsplattform und Fackel für das olympische Feuer
Tafel mit den Ergebnissen der olympischen Segelwettbewerbe 1972 (an der Hafenmeisterei)
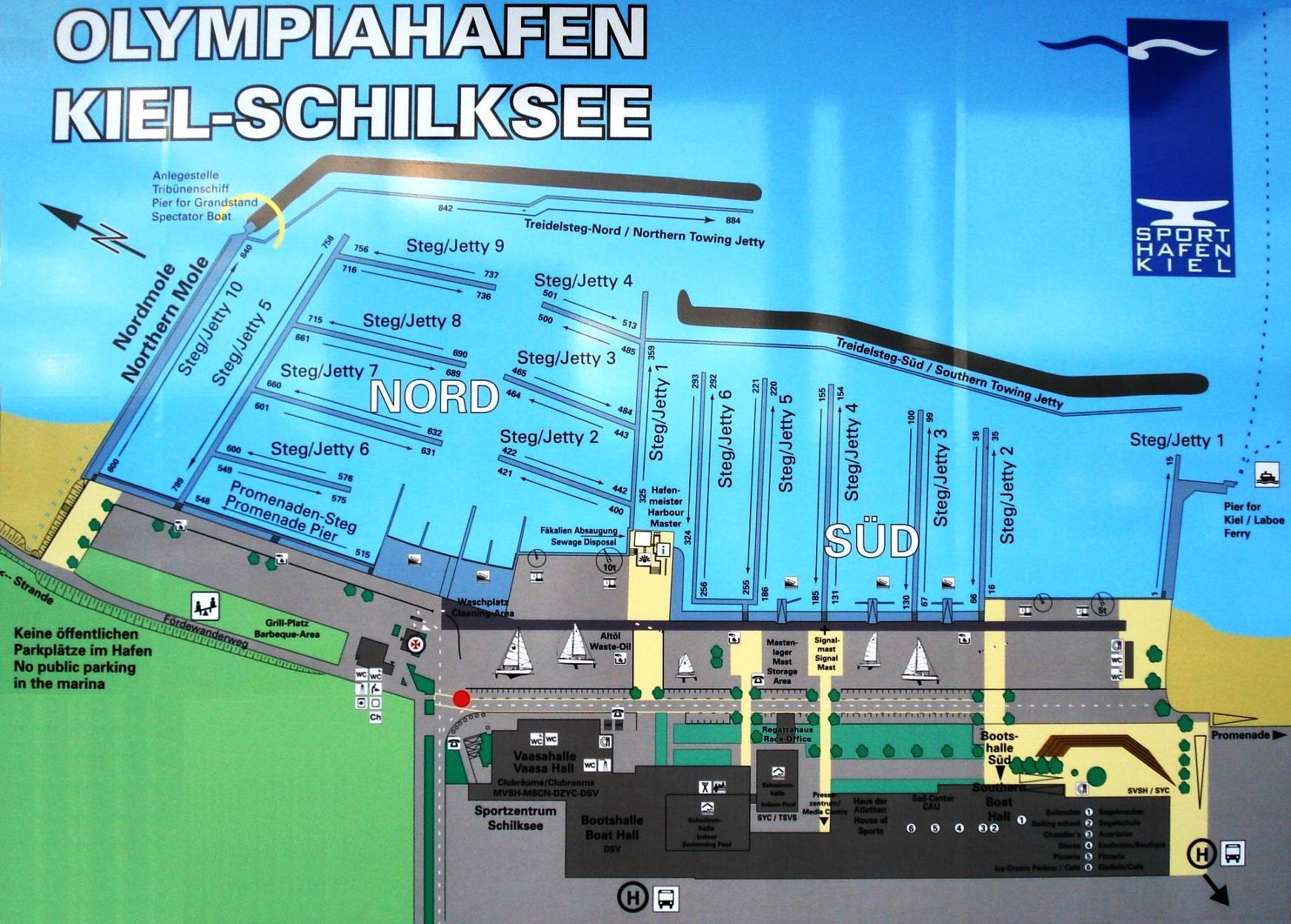
Übersichtskarte des Olympiazentrums
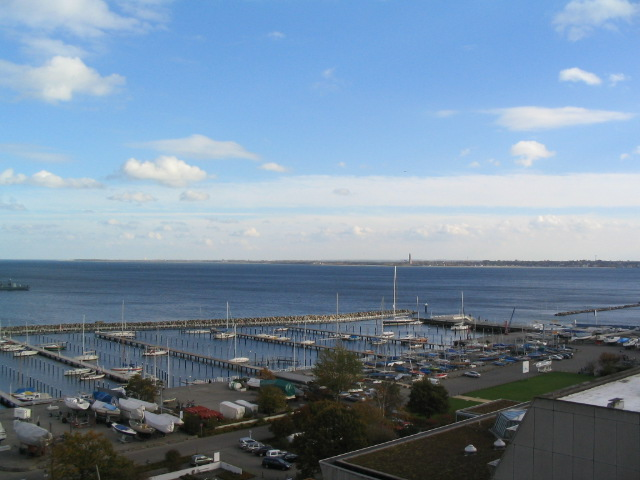
Blick auf den Hafen
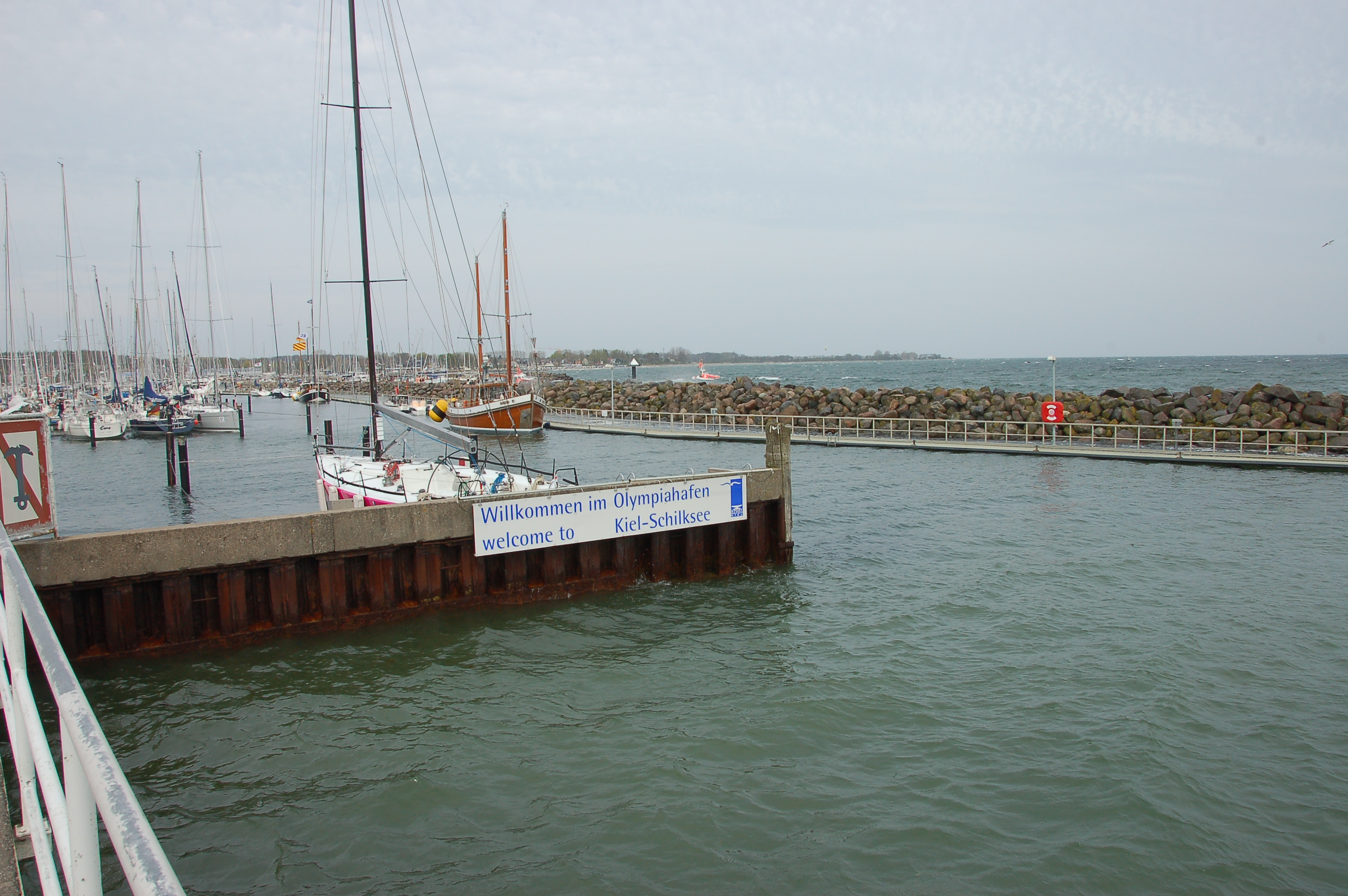
Hafeneinfahrt Süd
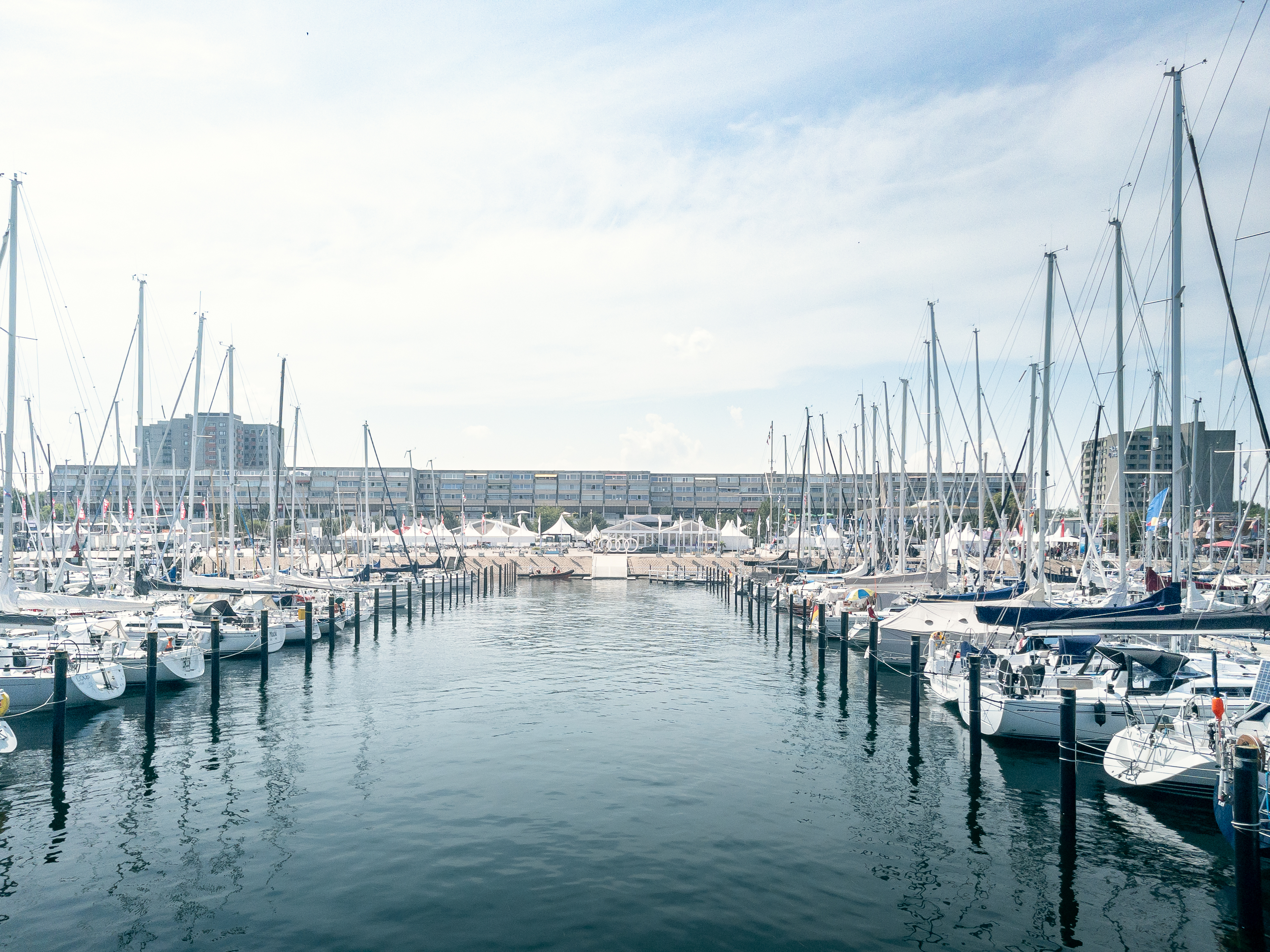
Blick vom Hafen